# Plac Józefa Piłsudskiego w Braniewie
Plac Józefa Piłsudskiego w Braniewie – plac w Braniewie na prawym brzegu Pasłęki. Kwartał na przestrzeni dziejów spełniał wiele funkcji – łasztownia portu w Braniewie, rynek miejski, targ rybny, na części znajdował się szpital św. Ducha z cmentarzem, obok karczma, później hotel Schwarzer Adler.

## Historia

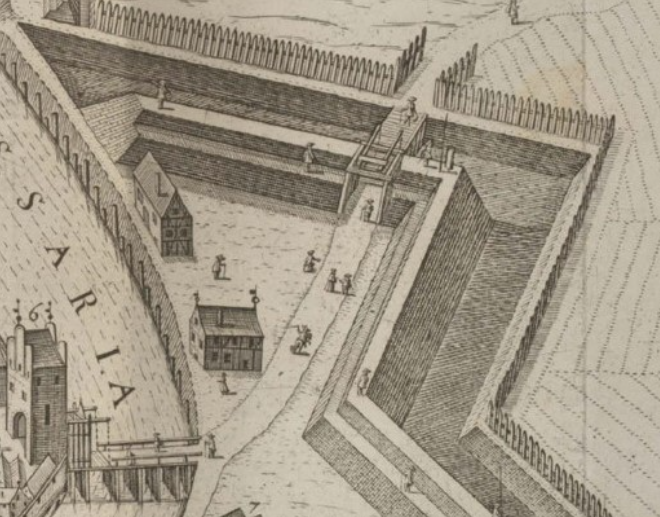
Miejsce pl. Piłsudskiego na miedziorycie z 1635

### Łasztownia
Pierwsze wzmianki dotyczące terenu współczesnego placu Piłsudskiego pochodzą z czasów średniowiecza i są związane z istnieniem łasztowni wewnętrznego portu miasta Braniewa. W zarządzeniu rady miejskiej z 1406 roku wymieniono cztery miejsca, w których powinno się wyładowywać towar ze statków po zapłaceniu cła palowego: 1. Brücke (też: Ladungsbrücke, Salzbrücke – okolice Spichlerza Mariackiego i przystani żeglarskiej), 2. Dornbusch (ciernisty krzew), 3. Rotes Wasser (Czerwony Rów), 4. Bollwerk. Miejsce wyładunku zwane „Dornbusch” (ciernisty krzew) w opisie granic posiadłości ziemskich Braniewa z 1284 r. umiejscowione jest na przeciwległej stronie Pasłęki portu Starego Miasta (tj. na prawym brzegu) w pobliżu drogi do wsi Rusy. Jest to miejsce współczesnego targowiska miejskiego przy placu Piłsudskiego, na którym w średniowieczu znajdowała się braniewska łasztownia (niem. Lastadie). Pierwsze wzmianki dotyczące łasztowni Starego Miasta Braniewa pojawiają się już w latach 1436 i 1452. Oprócz typowej funkcji łasztowni – czyli placu przeładunkowego dla statków – braniewska łasztownia pełniła też rolę stoczni, tj. była miejscem budowy statków i szmak.

### Szpital, budynek „Casino Gesellschaft”
Następnym charakterystycznym miejscem pl. Piłsudskiego był znajdujący się przy Pasłęce szpital św. Ducha – spalony wraz z przedmieściem Braniewa w 1521 przez mistrza krzyżackiego Albrechta w czasie wojny z Polską, w latach 30. XVI wieku odbudowany, ale już pod patronatem św. Andrzeja. W 1804 budynek grożący zawaleniem rozebrano, a w 1838 na tym miejscu wybudowano budynek „Casino Gesellschaft”. Podczas I wojny światowej towarzystwo nie było w stanie utrzymać obiektu i w dniu 1 października 1916 odsprzedało go miastu za kwotę 45 tys. marek. Od 1927 w budynku mieściło się muzeum i równolegle oddział banku (Sparkasse). Budynek do 1945 posiadał adres Vorstädtischer Markt 1. Po 1945 budynek rozebrano – pozostało puste miejsce przy moście na rzece Pasłęce.

### Hotel Schwarzer Adler
Kolejną charakterystyczną budowlą placu Piłsudskiego była Karczma Dolna (Niederkrug), w późniejszym okresie okazały hotel „Pod Czarnym Orłem” (Schwarzer Adler). Budynek karczmy położony był na ukos (współcześnie od budynku starostwa powiatowego w stronę Biedronki, teraz przebiega tędy ulica), bo tak po skosie wytyczona była wówczas droga. Karczma ta istniała ponad 500 lat, pierwszy raz wymieniona w 1427 roku w przywileju nadanym przez Radę Starego Miasta dla Petera Reymana, któremu na placu przy szpitalu św. Ducha zezwolono na budowę karczmy. Na przestrzeni wieków obiekt ten zmieniał wygląd i nazwy (Unterkruge, Adlerkruge, Zum Adler, Schwarzer Adler). W ostatnich latach przed II wojną światową wykupiony został przez Volksbank, stanowiąc drugą konkurencyjną placówkę bankową dla pobliskiej Sparkasse, jednak w jego w części nadal funkcjonował hotel. Hotel po wojnie został również rozebrany.

### Targ rybny (Fischmarkt)
Następnym miejscem pl. Piłsudskiego był targ rybny (Fischmarkt), biegnący wzdłuż rzeki Pasłęki, od Mostu Kotlarskiego w dół rzeki (dziś część targowiska miejskiego położona przy rzece Pasłęce). Nazwa Fischmarkt pojawia się w aktach miejskich już w II połowie XVII wieku (1683 i 1691). Targ rybny był miejskim targowiskiem, na którym w dni targowe (w okresie międzywojennym były to środy i soboty) przy straganach i wozach handlowano i to nie tylko samymi rybami, ale też wszelkimi produktami wiejskimi. W okresie letnim chłopi z Nowej Pasłęki już poprzedniego wieczora przywozili swoje produkty zaprzęgiem konnym i drzemali na rynku na wozach, ażeby o świcie dnia handlowego móc rozpocząć sprzedaż. W pobliżu targowiska znajdowało się umocnione nabrzeże, przy którym cumowały łodzie; oprócz braniewian wolno było cumować przy nabrzeżu także mieszkańcom Nowej i Starej Pasłęki.
W latach 1991–1992 na plac Piłsudskiego przy rzece Pasłęce powróciło, przeniesione z ul. Kościuszki, miejskie targowisko w Braniewie. Postawione zostały nowe pawilony handlowe, stoiska z zadaszeniami oraz parking. Koszt tej inwestycji wyniósł 450 tys. złotych (licząc po denominacji). Targowisko to, otwarte w czerwcu 1992, błyskawicznie zapełniło się handlarzami, był to również skutek uruchomienia linii kolejowej Królewiec-Braniewo i tanich towarów z Rosji.
Wzrost natężenia ruchu uświadomił władzom pilną potrzebę wybudowania łącznika między oboma brzegami Pasłęki w tym miejscu. Kładka przez rzekę, spajająca targowisko z lewym brzegiem Pasłęki, została wybudowana w 1993 roku. Wykonawcą była firma Stalbud. Jej uroczyste oddanie do użytku nastąpiło w styczniu 1994 roku.

### Kriegerdenkmal
Jeszcze jednym charakterystycznym wyróżnikiem placu był obelisk pamięci poległych w wojnie francusko-pruskiej (1870–1871) żołnierzy stacjonującego w Braniewie 1. wschodniopruskiego batalionu strzelców wyborowych (1. Ostpreußischer Jägerbataillon). Bogato zdobiona żeliwna stela z wtopionymi tabliczkami z nazwiskami poległych i dedykacją została uroczyście odsłonięta na placu przed budynkiem „Casino Gesellschaft” 14 sierpnia 1874 roku, w czwartą rocznicę bitwy pod Borny, w której oddało życie wielu żołnierzy z braniewskiej jednostki wojskowej. Pomnik miał 23 stopy wysokości (około 7 metrów), wyglądem przypominał gotycką wieżyczkę kościoła. Około 1920 roku na placu przy pomniku pojawił się trawnik i rabaty z kwiatami, z wkomponowanym miejscem pamięci (galeria, zdj. 1). 30 listopada 1930 pomnik został wpisany do rejestru zabytków miasta Braniewa. Teren przy pomniku był miejscem uroczystości miejskich, gdyż stanowił duży, reprezentacyjny plac miasta.
W 1938 burmistrz miasta Hans-Georg Petrusch wystąpił do konserwatora zabytków o zgodę na usunięcie pomnika ze względu na zły stan obiektu. Rzeczywisty powód burmistrza z nadania NSDAP mógł być jednak inny, wszak plac od 5 lat nosił imię führera III Rzeszy, zaś pomnik upamiętniał bohaterów poprzedniego systemu. Konserwator prowincji wydał taką zgodę 27 listopada 1938, jednakże z zastrzeżeniem, iż tablice pamiątkowe z pomnika winny zostać umieszczone w innym godnym miejscu. Wskazał na takie dogodne miejsce Pflaumengrund (współcześnie amfiteatr miejski), przy pomniku bohaterów I wojny światowej. Pomnik ostatecznie został przeniesiony jeszcze dalej – do Lasu Miejskiego (Stadtwald).
Pomnik ten było często eksponowany na fotografiach, jednak na ostatnich przedwojennych zdjęciach widoczna jest kolejna zmiana stylistyki placu – brak jest alejek, rabat... i pomnika, za to wytyczone zostały już ulice i chodniki (galeria, zdj. 2). Po tym obiekcie współcześnie również nie ma żadnego śladu, współcześnie jest to miejsce placu rekreacyjnego z fontanną.

### Po 1945
Po II wojnie światowej nie zachował się żaden z historycznych obiektów w tym obrębie, zmienił się układ i nazewnictwo ulic. Współcześnie plac Piłsudskiego (do 1 grudnia 1990 był to plac Skowrońskiego) mieści w swym obrębie następujące ulice i place sprzed wojny:
- Vorstädtischer Markt – do 1933, 20 kwietnia1933 przemianowany na Adolf Hitler Platz[19]
- Am Adler (do 1936 – Adlerstraße[20]) – ulica biegnąca skośnie od „świateł” do Mostu Kotlarskiego[21]
- Fischmarkt – uliczka wzdłuż rzeki Pasłęki, współcześnie nieodtworzona[21]
- Neuer Markt – rejon targowiska miejskiego[21]
- Fabrikstraße – ostatni fragment pl. Piłsudskiego przed skrzyżowaniem z ul. 9 Maja i ul. Przemysłową[21]

Na przełomie lat 60./70, pod adresem pl. Skowrońskiego 2, wybudowany został duży reprezentacyjny jak na wielkość miasta biurowiec. Siedzibę w nim miały różne urzędy i przedsiębiorstwa państwowe, m.in. Państwowe Gospodarstwo Rolne, oddział WSS „Społem”. Około połowy lat 70. na szczytowej ścianie budynku zamieszczona została instalacja autorstwa malarza, rzeźbiarza i architekta Sylwina Mydlaka (1935–1998 ), która przedstawia 12 znaków zodiaku, każdy o średnicy 1,5 metra. Od stycznia 1999, po reformie admistracyjnej kraju, miasto stało się siedzibą powiatu, a budynek stał się siedzibą Starostwa Powiatowego w Braniewie. W 2024 znaki zodiaku nieco rozsunięto, a pomiędzy znakami została zamontowana kosztem 1,1 mln złotych zewnętrzna winda osobowa, a także odnowiono elewację ściany. Inwestycja ta miała na celu zapewnienie dostępu dla osób starszych i niepełnosprawnych do wszystkich kondygnacji budynku starostwa.
W latach 70. XX w. w okresie inwestycji epoki gierkowskiej w centralnej części placu wybudowana została restauracja. W ogłoszonym przez miejskie władze konkursie na jej szyld wygrała nazwa „Centralna”. W zamierzeniach miała być ona tylko pierwszym krokiem do nadbudowy hotelowej, na którą pieniędzy niestety zabrakło. W 1995 restauracja została zamknięta i zlicytowana. Utworzono w niej pierwszy w mieście supermarket i taką rolę budynek ten pełni do czasów współczesnych (najpierw jako market „Cent”, od czerwca 2003 „Rojal Market”, współcześnie „Biedronka”).
Jednym z łączników bogatej sięgającej średniowiecza historii tego kwartału jest otwarte w czerwcu 1992 i funkcjonujące nadal (2025) targowisko miejskie przy rzece Pasłęce. W ostatniej dekadzie XX i na początku XXI wieku było ono częstym miejscem prowadzenia handlu przez przybyszów zza wschodniej granicy, głównie Rosjan.
9 listopada 1994, po przebudowie skrzyżowania ulic Gdańskiej, Kościuszki, Królewieckiej i pl. Piłsudskiego, została na tym węźle drogowym uruchomiona pierwsza (i do 2025 jedyna) sygnalizacja świetlna w Braniewie, usprawniając ruch w mieście, zwłaszcza w godzinach szczytu. Koszt tej inwestycji wyniósł 5 mld ówczesnych polskich złotych.
W roku 2000 na rogu ul. Drewnianej i pl. Piłsudskiego wybudowane zostało nowe centrum handlowo-usługowe o charakterystycznej bryle – obiekt łączący elementy nowoczesności z detalami architektonicznymi pochodzącymi z różnych epok. Na zewnętrznej elewacji jeszcze w tym samym roku umieszczony został duży zegar tarczowy, później pojawił się także szyld „Galeria Amber”.
W 2009 roku na placu średniowiecznego cmentarza, a przedwojennego placu z obeliskiem (Kriegerdenkmal), postawiono kosztem 200 tys. złotych metalową instalację z fontanną, w roku 2012 obok fontanny zamontowano granitowe ławki oraz zegar słoneczny.
14 marca 2023, pod numerem A-4725, do wojewódzkiej ewidencji zabytków został wpisany – z wyłączeniem wnętrza – budynek przy pl. Piłsudkiego nr 14.

## Galeria

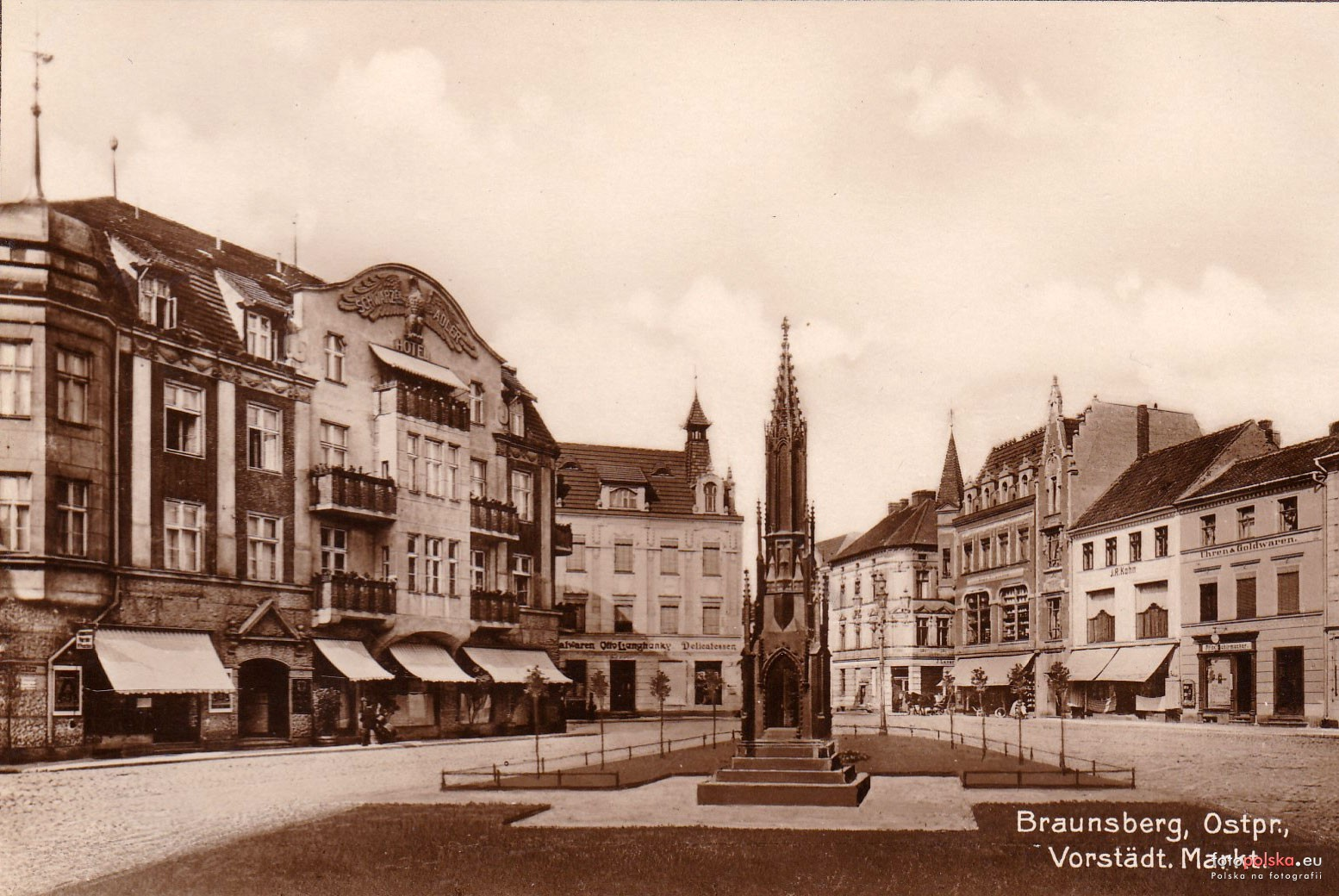
Kriegerdenkmal (obelisk), po lewej Schwarzer Adler
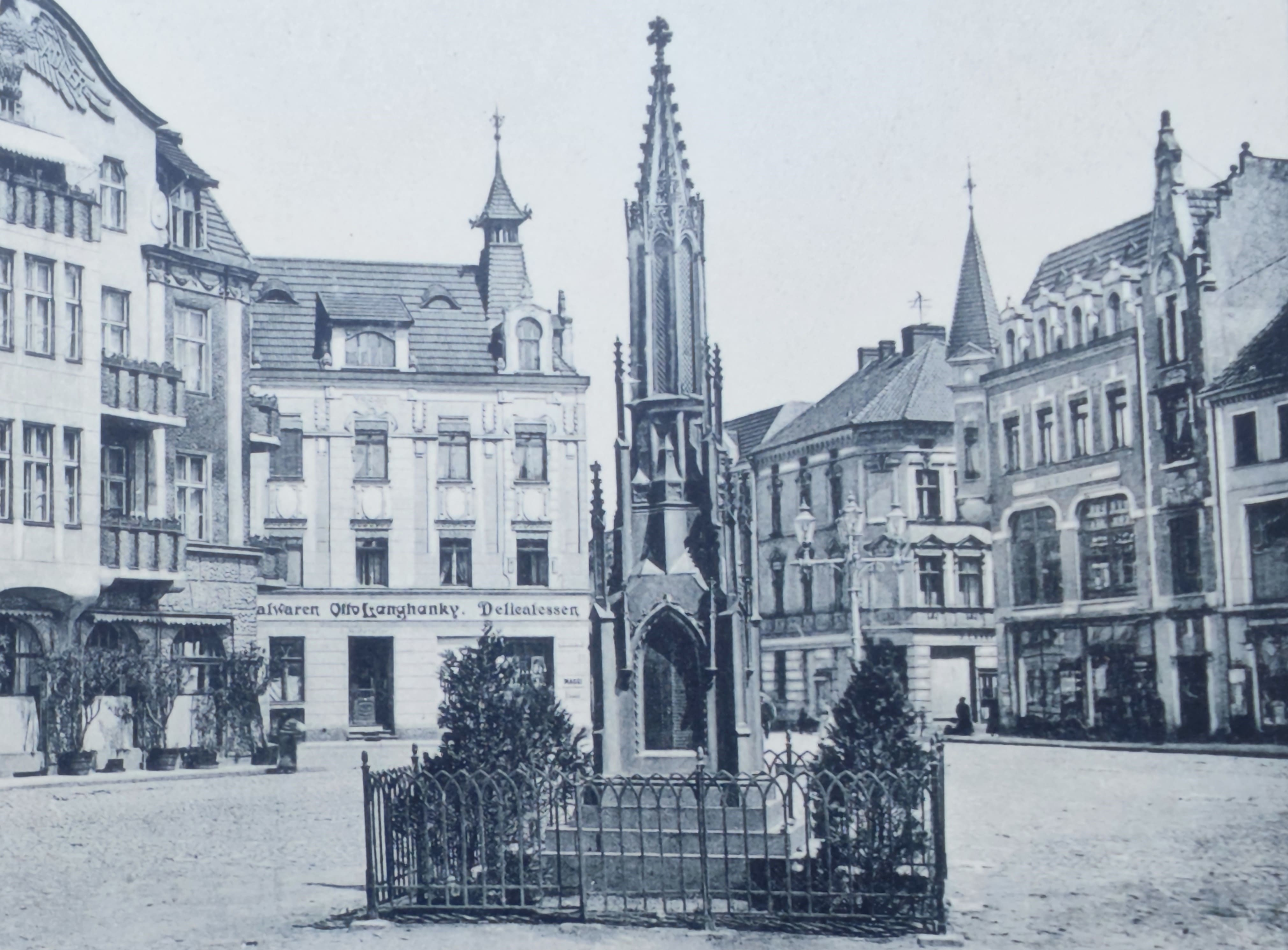
Kriegerdenkmal, rok 1914
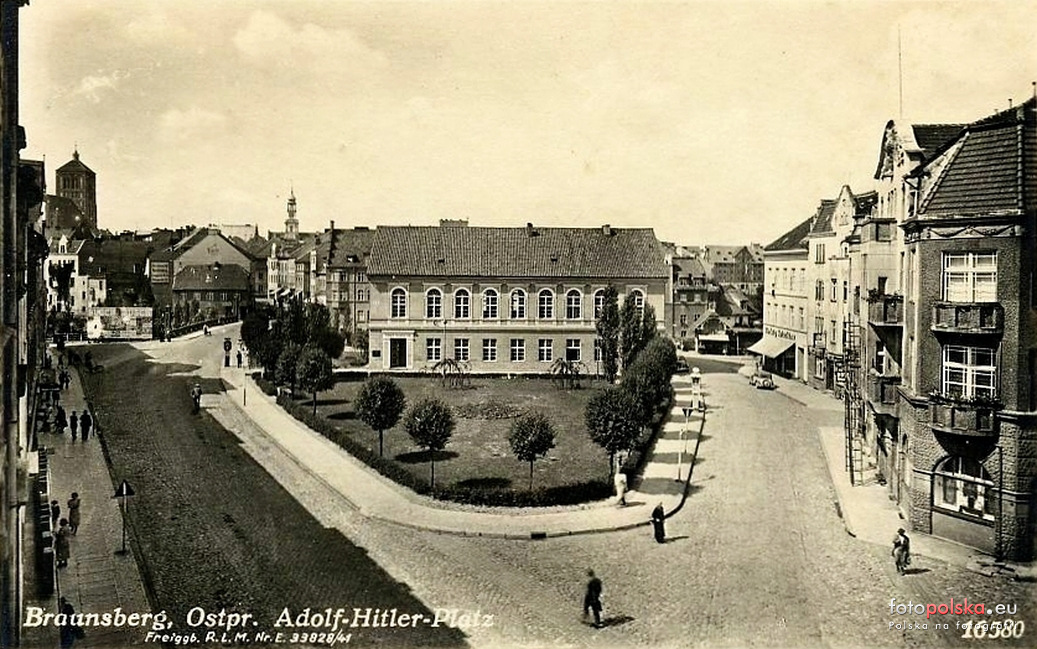
Vorstädtischer Markt, na wprost kasyno
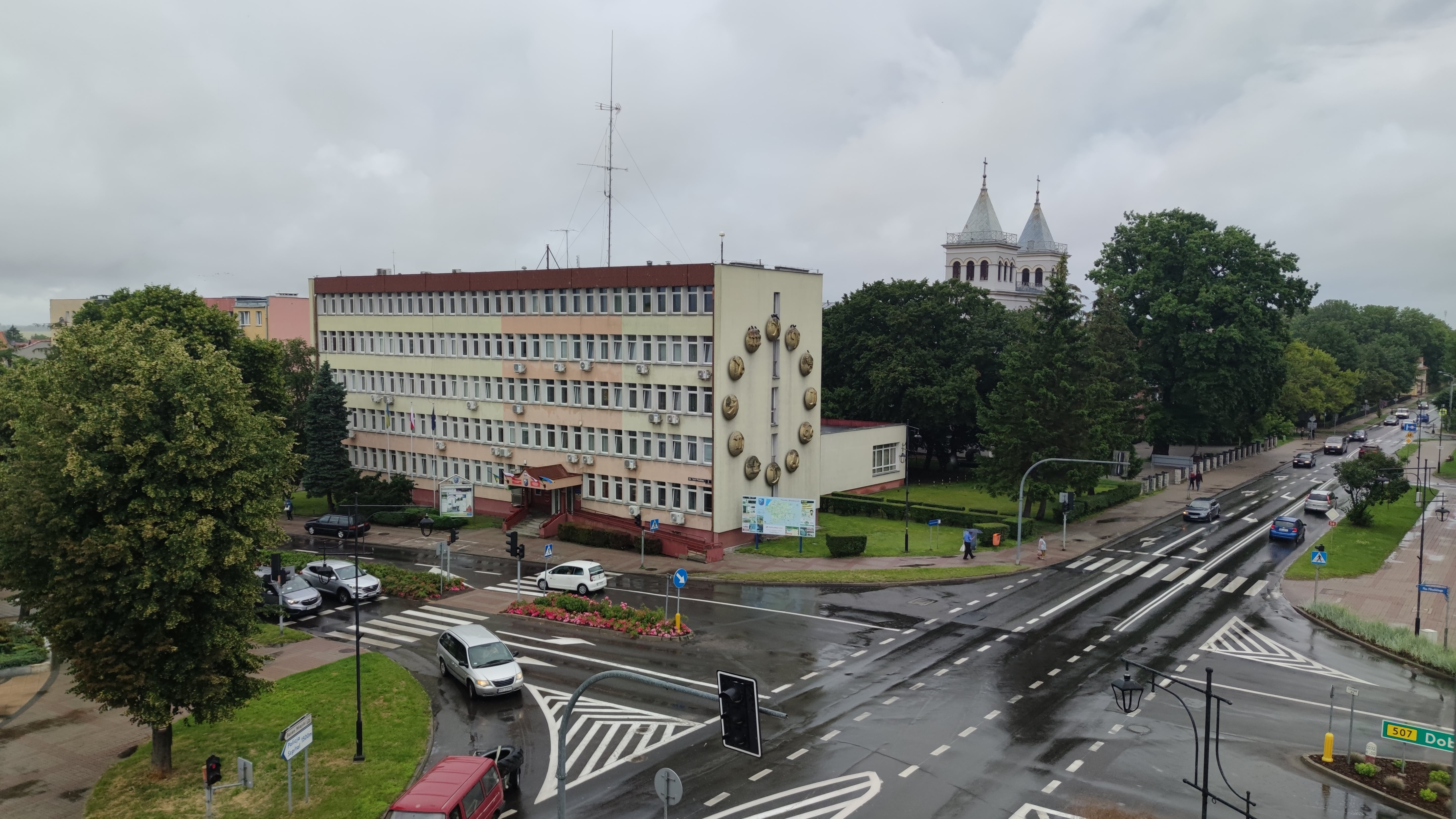
Początek pl. Piłsudskiego
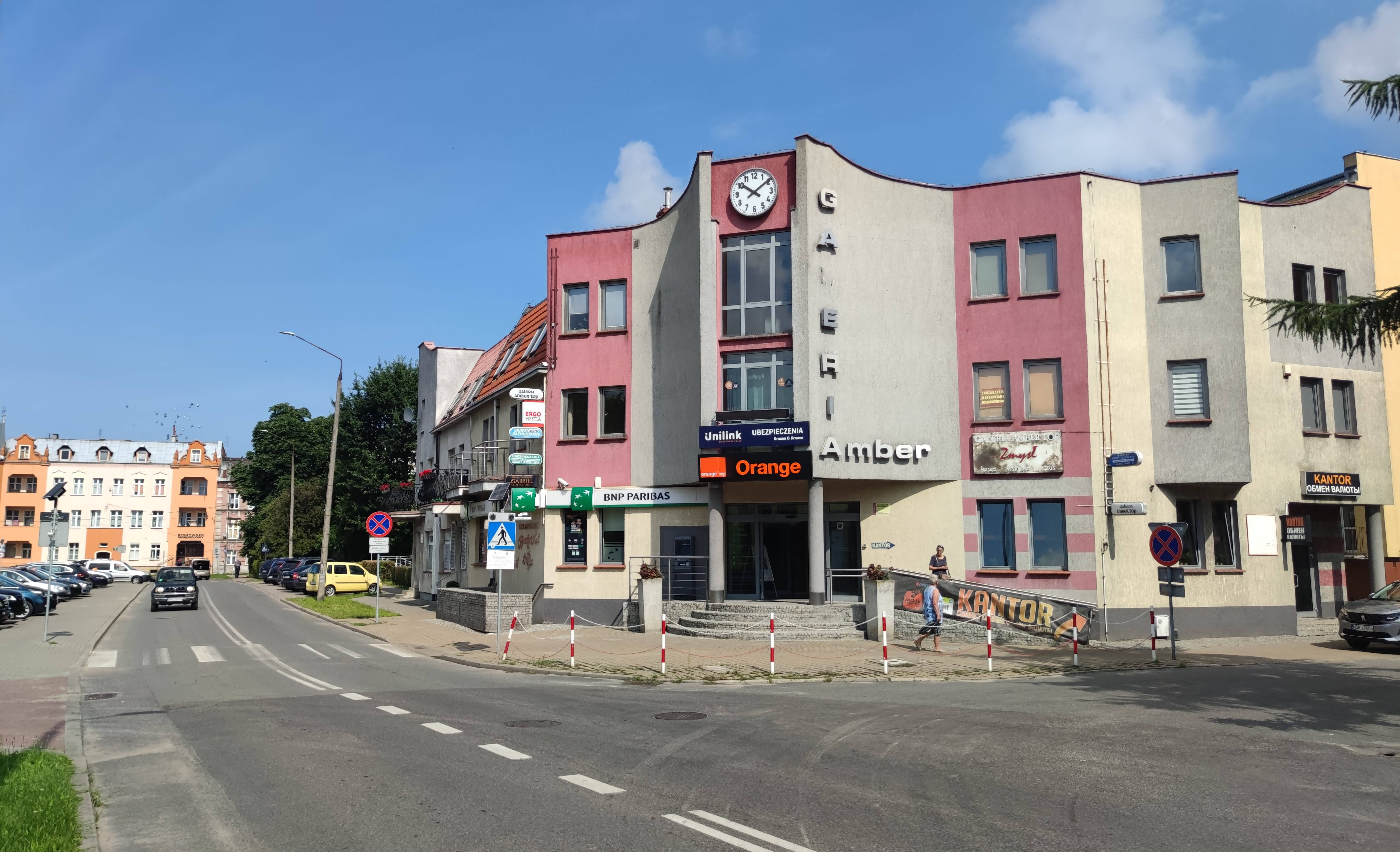
Galeria Amber z roku 2000
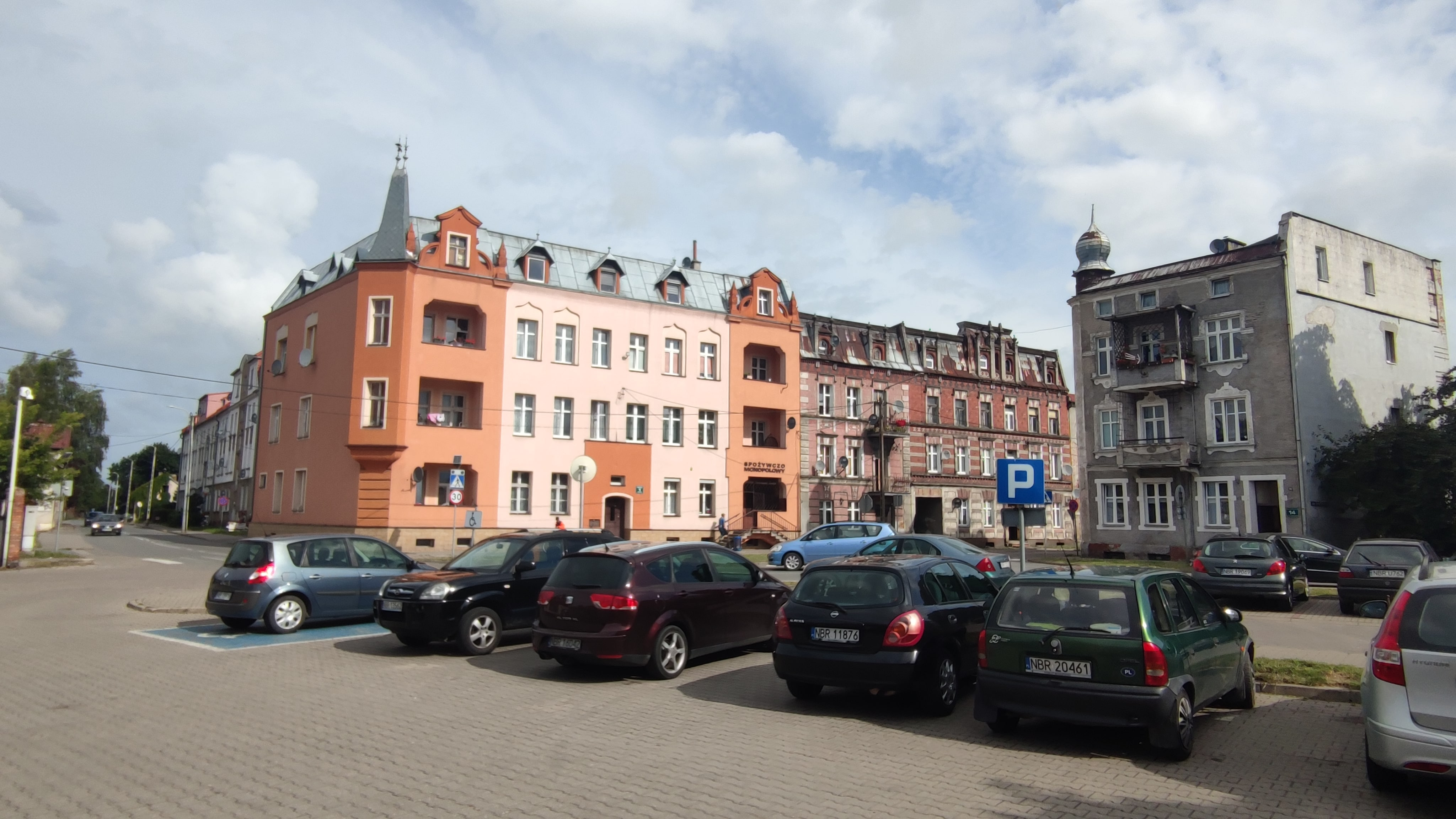
Na prawo ul. 9 Maja, na lewo Przemysłowa
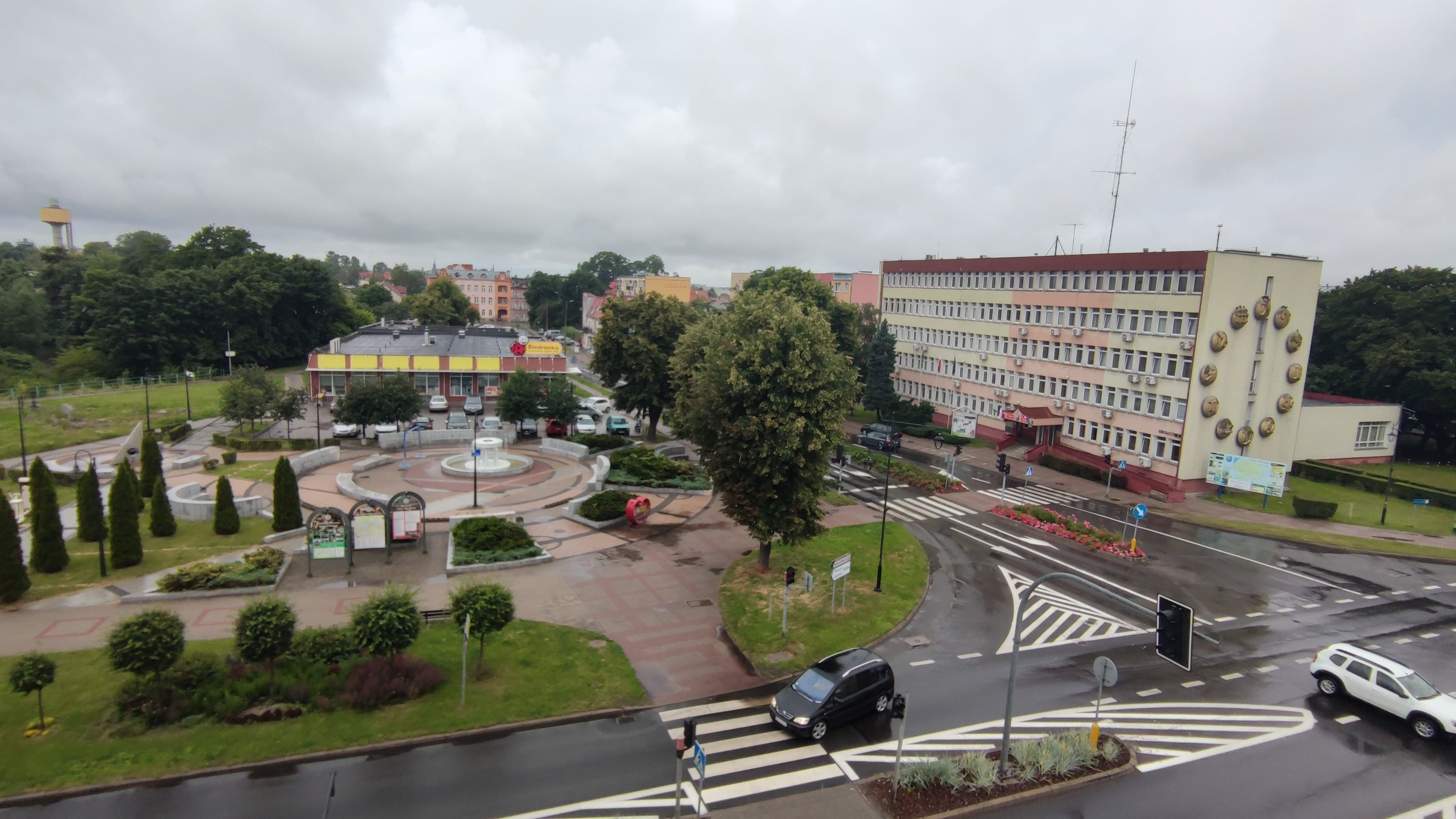
Zamiast obelisku – fontanna
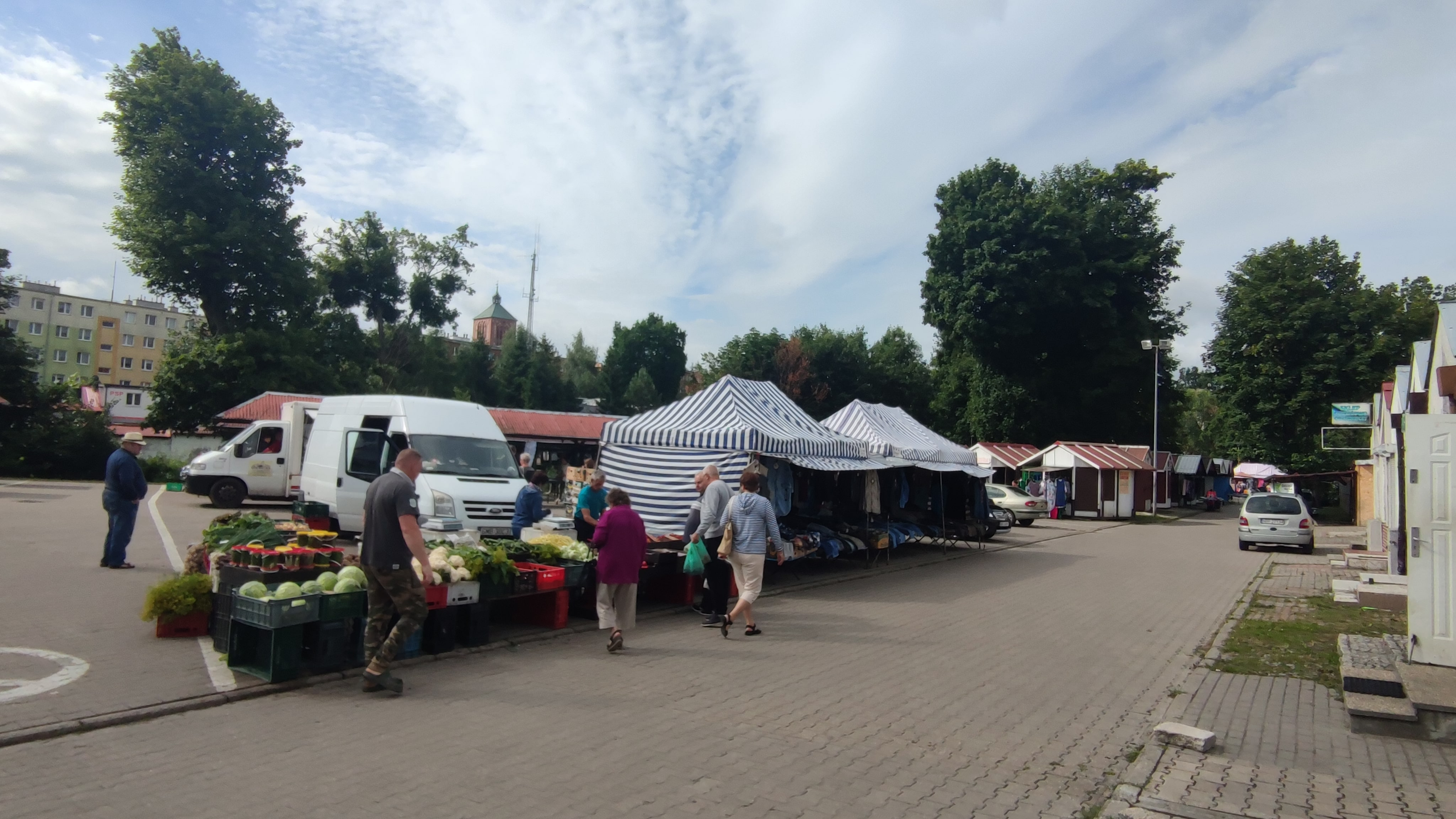
Targowisko współcześnie
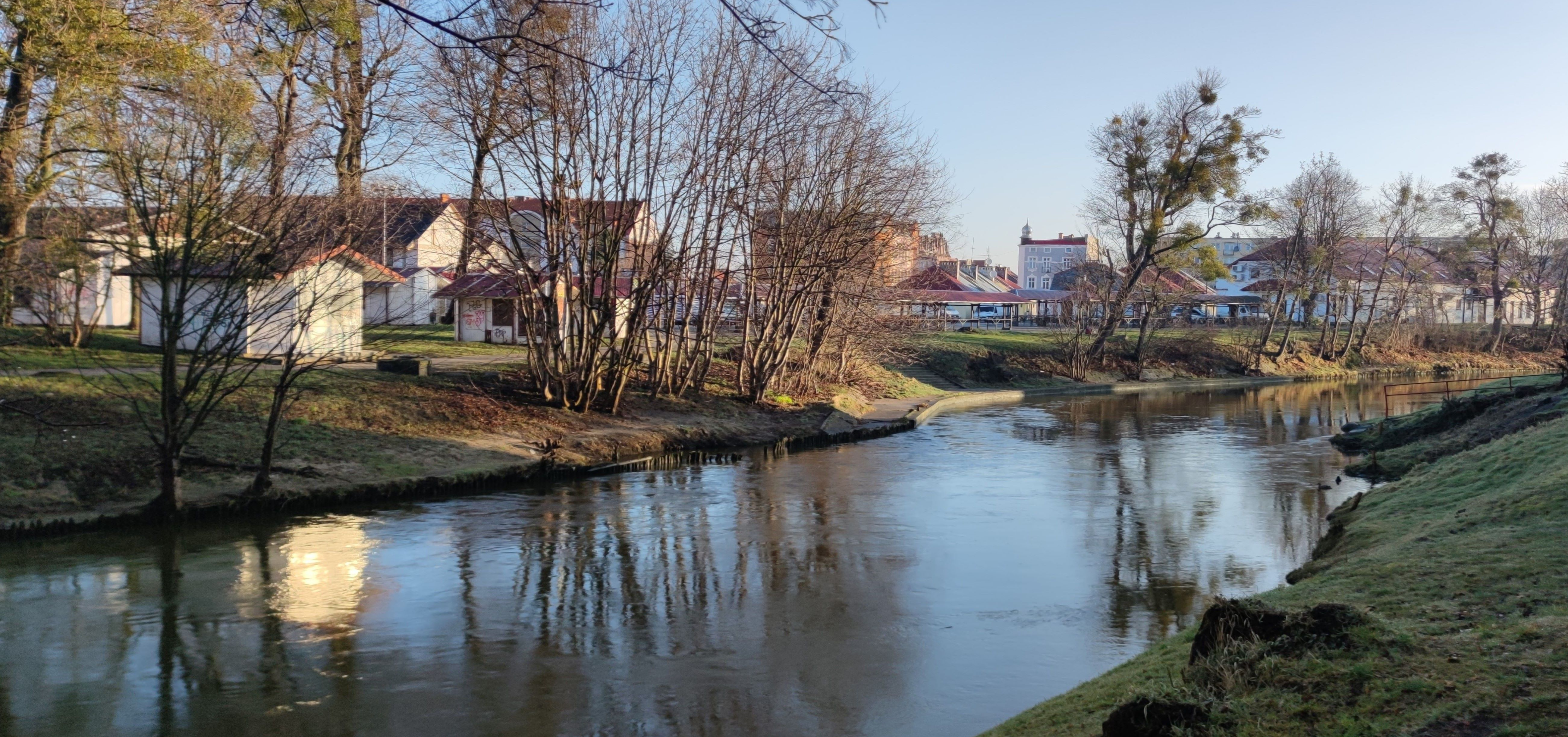
Wpierw łasztownia, później Fischmarkt
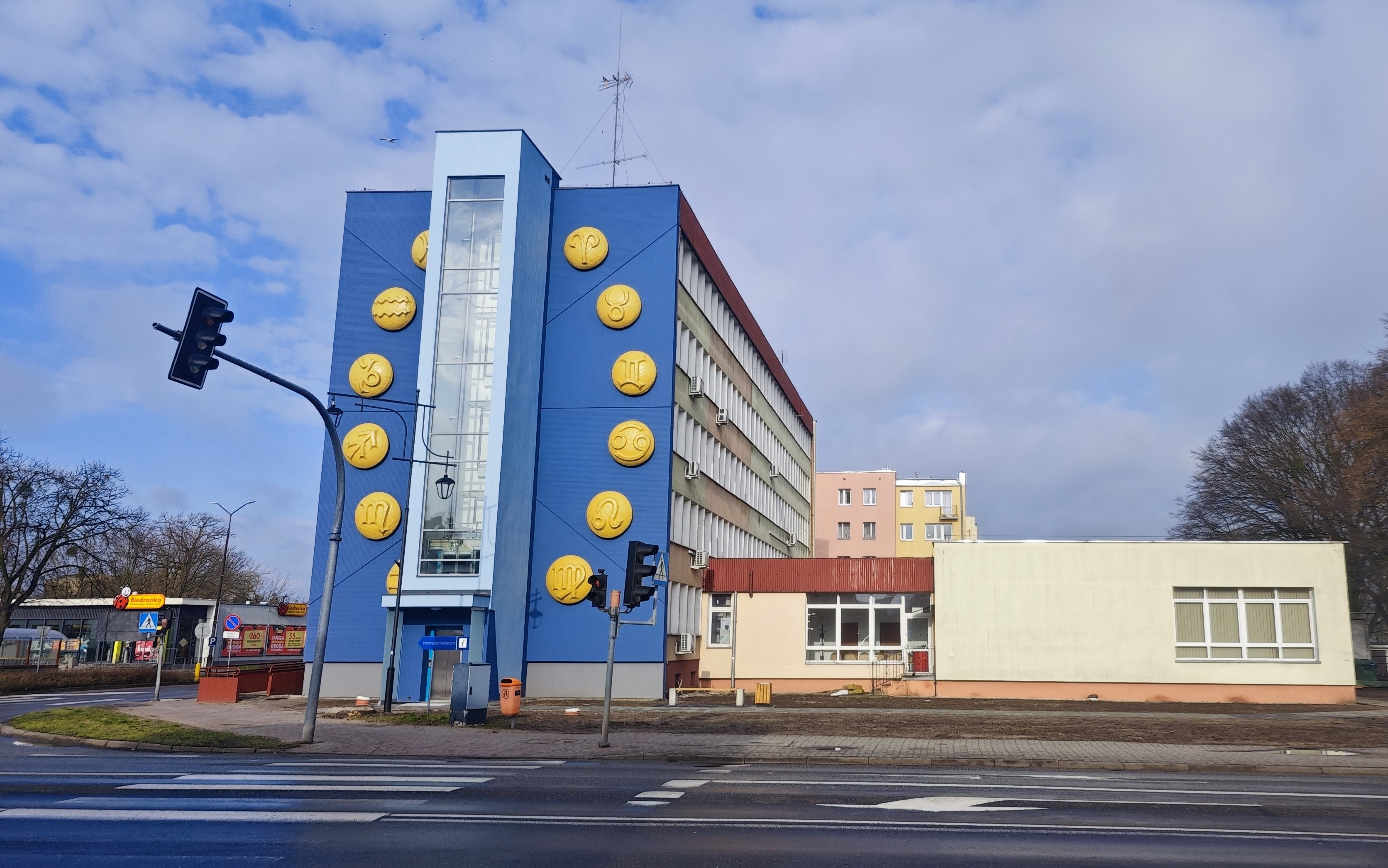
Starostwo po remoncie (2024)